# Río San Pedro Mezquital
El río San Pedro Mezquital es un corto río costero de la vertiente del océano Pacífico de México. Tiene una longitud de 255 km y drena una región de 26 480 km².
El río nace en el estado de Durango, con el nombre de río La Sauceda, y al entrar en el estado de Nayarit toma ya el nombre de río San Pedro Mezquital. El río, al final se bifurca: un brazo forma el estero de las Corrientes y otro, el principal, se une a la laguna de Agua Dulce. Las grandes lagunas de Mexcaltitán y de Agua Dulce, unidas por el estero de las Corrientes, originan una gran expansión que se confunde más adelante con las aguas del estero de Camichín. 
El río tiene como principales afluentes por la margen derecha, los arroyos Fresnos, Cazuelas y Lajitas; y, por la izquierda, Piedras Blancas, Hondo y Santa Rosalía. En desembocadura en el océano Pacífico, se asienta la comunidad ostrícola de La Boca del Camichín, en el municipio de Santiago Ixcuintla.